# Mielencèfal

Aquest diagrama mostra les principals subdivisions del cervell dels d'embrions del vertebrats

El terme metencèfal és una categorització de desenvolupament, i es correspon a les part del romboencèfal posterior, que pren origen en les vesícules cerebrals posteriors de l'embrió; representada en l'adult pel bulb raquidi i la part inferior del quart ventricle.